# Achyranthes sericea
Achyranthes sericea är en amarantväxtart som beskrevs av J.Koenig och William Roxburgh. Achyranthes sericea ingår i släktet Achyranthes och familjen amarantväxter. Inga underarter finns listade i Catalogue of Life.